# Dzao min
Le dzao min (en chinois 藻敏方言, Zǎomǐn fāngyán) est une langue de la famille des langues hmong-mien parlée en Chine.

## Répartition géographique
Le dzao min est parlé au nord de la province du Guangdong, dans le xian autonome yao de Liannan et le xian de Yangshan, et au sud de la province du Hunan, dans le xian de Yizhang. Ses locuteurs font partie de la minorité officiellement reconnue des Yao.

## Classification
le dzao min est une langue hmong-mien qui fait partie du groupe des langues mien, à l'intérieur desquelles, selon Strecker (1987) et les linguistes chinois Wang, Mao, Meng et Zheng, il forme un sous-groupe.

## Sources
- (fr) Barbara Niederer, 1998, Les langues Hmong-Mjen (Miáo-Yáo). Phonologie historique, Lincom Studies in Asian Linguistics 07, Munich, Lincom Europa  (ISBN 3 89586 211 8)
- (en) David Strecker, 1987, The Hmong-Mien Languages, Linguistics of the Tibeto-Burman Area 10:2, p. 1–11.